# Парк-авеню
Парк-авеню (англ. Park Avenue) — одна из главных магистралей, пересекающих Манхэттен с севера на юг. Проложена в начале XIX века на месте старинной аллеи Бауэри под названием Четвёртой авеню. В своём нынешнем виде представляет собой бульвар с насаждениями бегоний. Параллельно Парк-авеню тянутся Мэдисон-авеню (западнее, то есть ближе к Пятой авеню) и Лексингтон-авеню (восточнее, то есть ближе к Третьей авеню).
Жилая недвижимость на Парк-авеню является, по некоторым оценкам, самой дорогой в мире. На этой улице расположены штаб-квартиры многих корпораций, включая Citigroup, JPMorgan Chase и MetLife. На пересечении с 42-й улицей находится Центральный вокзал.

## Описание
Парк-авеню — самая широкая из всех авеню в Манхэттене, улица с двусторонним движением с бульваром посредине. Исторически состоит из трёх частей — Четвёртой авеню, Саут-Парк-авеню и собственно Парк-авеню (формально, в настоящее время это три разные улицы). История Парк-авеню в XIX веке связана с историей железных дорог в Нью-Йорке.

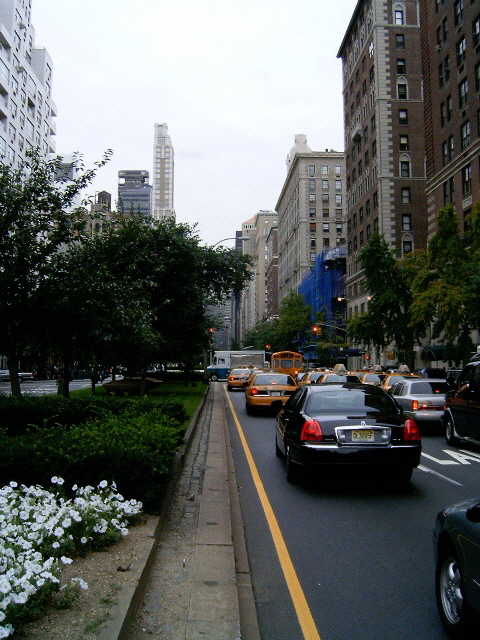
Парк-Авеню в Верхнем Ист-Сайде

В 1832 году железнодорожная компания New York and Harlem Railroad, образованная с целью соединения железнодорожным сообщением Нью-Йорка, занимавшего тогда южную часть Манхэттена, и Гарлема, являвшегося в то время самостоятельным городом, и уже проложившая пути по улице Бауэри от улицы Принс до Юнион-сквер (пересечение с 14-й улицей), обратилась к городским властям за разрешением на прокладку путей далее на север. Компании было предложено разместить пути вдоль существовавшей в то время только в планах Четвёртой авеню. В 1833 году пути были проложены до 32-й улицы, в 1834 — до Йорквилля (район современных 1980-х улиц), и в 1837 — до Гарлема.
В результате недовольства жителей Четвёртой авеню дымом и шумом от проходящих по улицам города поездов, в конце 1850-х годов Железная дорога Нью-Йорка и Гарлема была вынуждена построить туннель на участке между 33-й и 38-й улицами, а также прекратить движение паровозов на участке южнее 42-й улицы, — далее вагоны должны были передвигаться только на конной тяге. В 1860 году часть Четвёртой авеню между 34-й и 38-й улицами была переименована в Парк-авеню. В 1867 году название Парк-авеню уже простиралось до 42-й улицы, несмотря на ещё существовавшую железную дорогу посредине дороги.
Под давлением жителей и властей города, в 1871 году New York and Harlem Railroad была вынуждена прекратить движение южнее 42-й улицы, на пересечении с которой был построен вокзал, — Grand Central Terminal. На участке к югу место поездов заняли (до 1930-х годов) трамваи. В 1880-х годах железная дорога на протяжении от Grand Central до 96-й улицы была перемещена в подземный туннель (сейчас это начальный участок пригородной железной дороги Metro-North) и в 1888 весь отрезок бывшей Четвёртой авеню к северу от 34-й улицы стал именоваться Парк-авеню. В 1924 году название Парк-авеню было также присвоено участку между 32-й и 34-й улицами.
Постепенно Парк-авеню, будучи одной из самых широких (благодаря пространству, занятому ранее железной дорогой) улиц в Манхэттене, стала одним из самых престижных мест для проживания в городе, и в 1959 году городские власти приняли решение увеличить протяжённость улицы с «дорогим» названием, переименовав Четвёртую авеню на участке между Юнион-сквер и 32-й улицей. Однако в связи с тем, что нумерация домов в Манхэттене идёт с юга на север, и начинается на Парк-авеню от 32-й улицы, участку к югу от неё пришлось давать отдельное название, Park Avenue South («Южная Парк-авеню»).
Задолго до этого, в начале 1850-х годов, участок улицы Бауэри между Астор-Плаза и Юнион-сквер был переименован в Четвёртую авеню, что было связано со стремлением избавить часть улицы от негативного имиджа Бауэри, ассоциировавшейся в то время с трущобами. В настоящее время этот участок — единственный, носящий имя Четвёртой авеню. Он имеет единую нумерацию домов с Саут-Парк-авеню.
Начиная с 1920-х годов, на Парк-авеню к северу от Grand Central и вплоть до 96-й улицы (места, где Metro-North выходит на поверхность) началась интенсивная застройка престижными жилыми зданиями, и в настоящее время недвижимость, располагающаяся на этом участке, является одной из самых дорогих в Нью-Йорке. В частности, здесь находится гостиница Waldorf-Astoria (дом 301), штаб-квартиры JPMorgan Chase (дом 270), Colgate-Palmolive (дом 300), Bristol Myers Squibb (дом 345), Alcoa (дом 390), Citigroup (дом 399) и другие.
От 96-й улицы на север, Парк-авеню идёт по обеим сторонам путей Metro-North и продолжается до района 132-й улицы, где сливается с Harlem River Drive, идущей вдоль берега реки Гарлем. На другой стороне реки, в Бронксе, в этом месте начинается своя Парк-авеню, также идущая вдоль Metro-North до East Fordham Road. При этом Парк-авеню в Бронксе продолжает нумерацию домов манхэттенской улицы.